# Michael Olivera

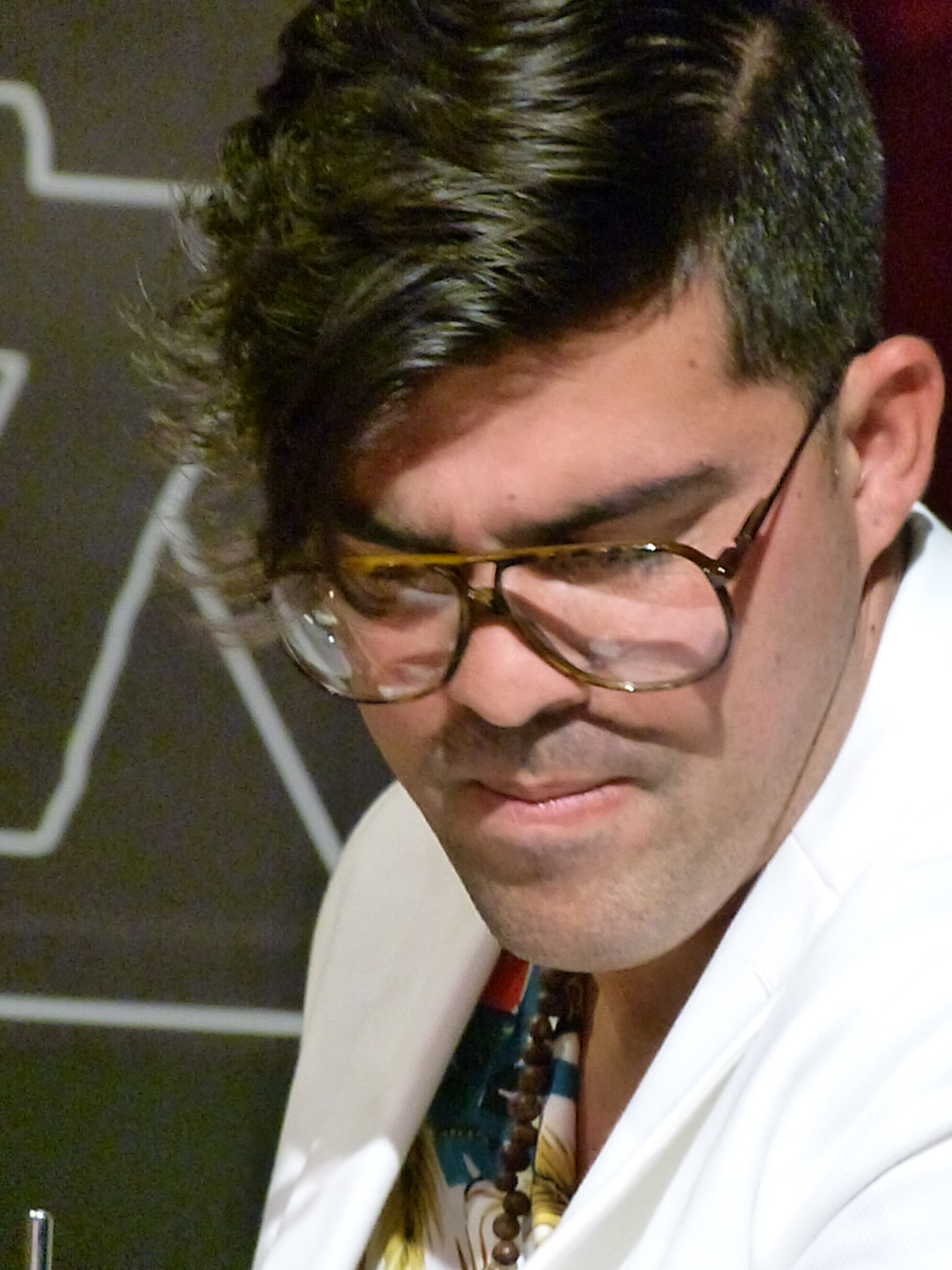
Michael Olivera García (2019)

Michael Olivera García (* 1986 in Santa Clara) ist ein kubanischer Jazzmusiker (Schlagzeug, Komposition), der auch als Produzent tätig ist.

## Leben und Wirken
Olivera absolvierte nach einer Ausbildung in klassischer Perkussion 2005 ein Studium an der Escuela Nacional de Arte in Havanna. Schon in jungen Jahren begann seine Karriere: 2002 holte ihn Román Filiú in sein Quintett; seit 2005 gehörte er zur afro-kubanischen Rockband Sintesis.
Im Alter von 26 Jahren zog er nach Madrid, wo er schnell ein gefragter Teil der Jazzszene wurde. Er ist bisher an mehr als 50 Alben und zahlreichen Projekten beteiligt, etwa an den Bands von Edgar van Asselt Vistel, Luis Verde, Pepe Rivero und Daniel García Diego, mit denen er auch auf Alben dokumentiert ist. Olivera hat mit Quincy Jones, Richard Bona, Alfredo Rodriguez (Tocororo, The Little Dream), Steve Turre, Rick Wakeman, Javier Colina, Sting, Tomatito, Iván Melón Lewis, Pablo Martín Caminero, Jorge Vistel und Yonathan Avishai gespielt und an Festivals wie dem North Sea Jazz Festival, dem Montreux Jazz Festival, dem Festival International de Jazz de Montréal oder dem Jazz Jamboree teilgenommen.
Olivera hat 2016 als Leiter einer eigenen Band (mit Ariel Brínguez, Marco Mezquida, Borja Barrueta, Munir Hossn, Luis Dulzaides und Miryam Latrece) sein Debütalbum veröffentlicht, Ashé, ein Wort, das aus der Yorubasprache stammt und dessen Bedeutung „Göttlicher Segen“ ist. Das Album wurde von ihm in nur einem Jahr mehr als fünfzig Mal in Spanien vorgestellt und erhielt auch international gute Kritiken; dann tourte er mit seiner Produktion Oasis, die 2018 ebenfalls als Tonträger veröffentlicht wurde. Er produzierte auch Alben von Antonio Lizana und Miryam Latrece.

## Weblinks

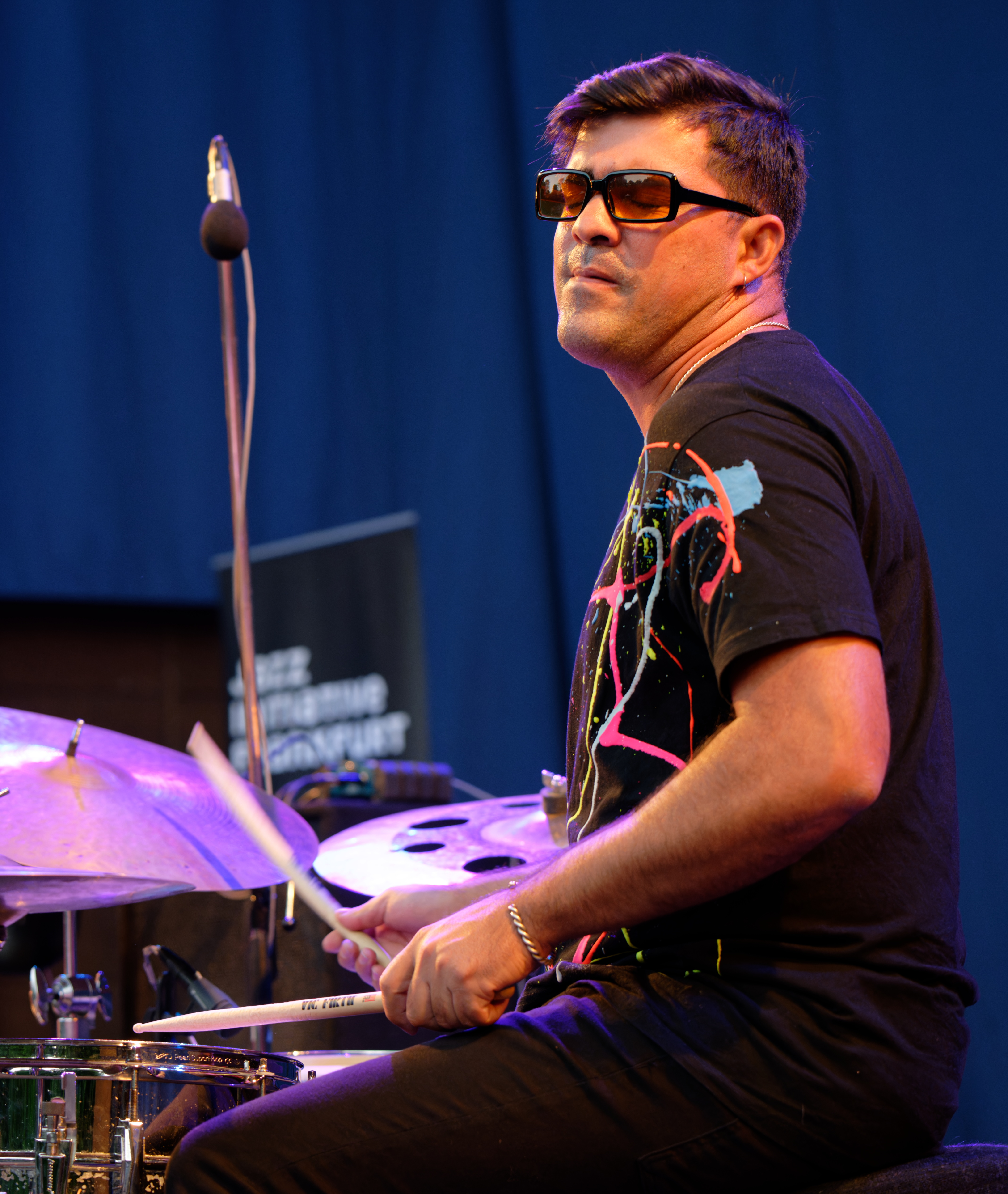
Michael Olivera Garcia beim Konzert des Daniel García Diego Trio im Palmengarten Frankfurt 2023